# Teruzane Utada
Teruzane Utada (宇多田 照實, Utada Teruzane) né le 21 juillet 1948, est un producteur de musique japonais. Au début des années 1980, il épouse la chanteuse Keiko Fuji (alias depuis Junko Utada), dont il divorcera à sept reprises. Le couple s'installe aux États-Unis, où naît leur unique enfant en 1983, Hikaru Utada. Tous trois forment un groupe familial, U3, qui sort un album en 1993, Star, qu'il produit sous le surnom « Sking U ». Il continue ensuite à s'occuper de la carrière en solo de sa fille, qui connaît le succès à partir de la fin des années 1990 ; il (co)produit la plupart de ses titres, sous le nom « Teruzane Sking Utada » (ou Teruzane Skingg Utada).